# Trocdaris verticillata
Trocdaris verticillata är en växtart i släktet Trocdaris och familjen flockblommiga växter. Den beskrevs först av Carl von Linné och fick sitt nuvarande namn av Constantine Samuel Rafinesque 1840.
Arten är en perenn ört som förekommer i Västeuropa och Marocko.